# Шапуровка
Шапуровка — бывшая деревня в Монастырщинском районе Смоленской области России.
Находилась в 3,5 верстах южней современной деревни Юры на старой дороге Смоленск — Хиславичи.

## История
На 1978 год уже считалась прекратившей существование, с указанием что числилась в списках до 1965 года.
В 1993 году считалась, как прекратившая существование деревня Сычёвского сельсовета Монастырщинского района.